# Adam Przeworski
Adam Przeworski (5 de mayo de 1940 en Varsovia (Polonia)), es un profesor de Ciencia Política y uno de los principales teóricos y analistas de temas relacionados con la democracia y la economía política. Actualmente tiene nacionalidad estadounidense y ejerce de profesor titular en el Wilf Family Department of Politics de la Universidad de Nueva York.
Przeworski se graduó en la Universidad de Varsovia en 1961. Poco después se trasladó a los Estados Unidos, donde recibió su Doctor Philosophiae en la Universidad de Northwestern en 1966. Fue profesor en la Universidad de Chicago, donde fue galardonado como profesor de distinguido servicio con el título de Martin A. Ryerson. También ocupó cargos de visita en la India, Chile, Reino Unido, Francia, Alemania, España (Instituto Juan March) y Suiza.
Desde 1991, Przeworski ha sido miembro de la Academia Americana de las Artes y las Ciencias y en 2001 compartió el Premio Woodrow Wilson por su libro Democracy and Development. En 2010, fue galardonado con el Premio Johan Skytte por "elevar los estándares científicos con respecto al análisis de las relaciones entre la democracia, el capitalismo y el desarrollo económico". Hasta la fecha, es autor de 13 libros y numerosos artículos.
Przeworski fue además miembro del Grupo de Septiembre de los marxistas analíticos, pero abandonó el grupo en 1993.

## Obras en español
- El proceso de formación de clase (polémica, con Hornero Saltalamacchia), Universidad Autónoma Metropolitana, 1984.
- Socialismo y democracia: un análisis histórico, PSOE, 1984
- Capitalismo y socialdemocracia, Alianza, Barcelona, 1988
- Democracia y Mercado, Cambridge University Press, 1995.
- Qué esperar de la democracia: límites y posibilidades del autogobierno, Siglo Veintiuno Editores Argentina, 2010.
- ¿Por qué tomarse la molestia de hacer elecciones? Pequeño manual para entender el funcionamiento de la democracia, Siglo Veintiuno Editores. Argentina, 2019.